# Oahu-alauahio
Oahu-alauahio (Paroreomyza maculata) är en akut utrotningshotad eller möjligen utdöd fågel i familjen finkar som enbart förekommer på hawaiianska ön Oahu.

## Utseende och läten
Oahu-alauahion är en liten (11 cm) och sångarlik tätting med rak näbb. Hanen är gul under, olivgrön ovan med tydligt gult på panna och ögonbrynsstreck och mörktygel som övergår i ett olivgrönt ögonstreck. Honan är mer grågrön på ovasidan och ljust gulvit under. Den är ljus på panna och tygel, men har ett mörkt ögonstreck. På vingen syns ett ljust vingband. Liknande oahu-amakihin har mörk panna, böjd näbb och saknar ljust ögonbrynstreck. Sången är okänd, medan lätet beskrivs som ett högljutt "cherk".

## Utbredning och status
Fågeln lever i fuktiga skogar i bergen på Oahu. Den sågs dock senast med säkerhet 1985 och sentida efterforskningar har varit fruktlösa. Internationella naturvårdsunionen IUCN kategoriserar arten som akut hotad till dess att all återstående levnadsmiljö har sökts igenom. Arten tros ha försvunnit till följd av sjukdom orsakade av invasiva myggor.

## Familjetillhörighet
Arten tillhör en grupp med fåglar som kallas hawaiifinkar. Länge behandlades de som en egen familj. Genetiska studier visar dock att de trots ibland mycket avvikande utseende är en del av familjen finkar, närmast släkt med rosenfinkarna. Arternas ibland avvikande morfologi är en anpassning till olika ekologiska nischer i Hawaiiöarna, där andra småfåglar i stort sett saknas helt.